# Soulier d'or belge 1997
Le Soulier d'or 1997 est un trophée individuel, récompensant le meilleur joueur du championnat de Belgique sur l'ensemble de l'année 1997. Ceci comprend donc à deux demi-saisons, la fin de la saison 1996-1997, de janvier à juin, et le début de la saison 1997-1998, de juillet à décembre.

## Lauréat
Il s'agit de la quarante-quatrième édition du trophée, remporté par le milieu offensif et capitaine du RSC Anderlecht Pär Zetterberg. Il remporte cette récompense pour la seconde fois, quatre ans après son premier Soulier d'Or. Il devance d'à peine trois points le lauréat de l'édition précédente, Franky Van der Elst. C'est le plus petit écart entre un vainqueur et son dauphin depuis 1961, et les deux points d'avance de Paul Van Himst sur Denis Houf. Le podium est complété par Éric Van Meir, défenseur du Lierse, surprenant champion de Belgique 1997.
La soirée de gala déménage à partir de cette édition du casino de Knokke, où elle se tenait depuis une dizaine d'années, vers le casino d'Ostende, où elle se tient toujours en 2011. La cérémonie de remise du trophée a lieu le 26 janvier 1998. Vice-champion derrière le Lierse en juin, et auteur d'un excellent début de saison avec le FC Bruges, Franky Van der Elst est considéré comme le favori à sa propre succession, et pourrait rejoindre Jan Ceulemans et Wilfried Van Moer au palmarès du Soulier d'Or avec 3 trophées. Mais malgré les résultats mitigés du Sporting d'Anderlecht, son capitaine Pär Zetterberg obtient la préférence des journalistes appelés à voter, et l'emporte de justesse. Il devient ainsi le premier joueur étranger à remporter deux fois le Soulier d'Or, le septième dans l'absolu.

## Classement complet
| Place | Joueur               | Nationalité | Club(s)                                    | Points |
| ----- | -------------------- | ----------- | ------------------------------------------ | ------ |
| 1.    | Pär Zetterberg       |             | RSC Anderlecht                             | 243    |
| 2.    | Franky Van der Elst  |             | FC Bruges                                  | 240    |
| 3.    | Éric Van Meir        |             | Lierse SK                                  | 194    |
| 4.    | Nico Van Kerckhoven  |             | Lierse SK                                  | 138    |
| 5.    | Émile Mpenza         |             | Excelsior Mouscron / Standard de Liège     | 125    |
| 6.    | Eric Addo            |             | FC Bruges                                  | 113    |
| 7.    | Robert Špehar        |             | FC Bruges / AS Monaco                      | 53     |
| 8.    | Khalilou Fadiga      |             | Lommel / FC Bruges                         | 41     |
| 9.    | Branko Strupar       |             | KRC Genk                                   | 26     |
| 10.   | Gert Claessens       |             | FC Bruges                                  | 25     |
| 11.   | Philippe Vande Walle |             | Eendracht Alost / Lierse SK                | 21     |
| 12.   | Éric Deflandre       |             | FC Bruges                                  | 15     |
| 13.   | Ronny Gaspercic      |             | KRC Harelbeke                              | 13     |
| ==.   | Souleymane Oularé    |             | KRC Genk                                   | 13     |
| 15.   | Joris De Tollenaere  |             | KRC Harelbeke                              | 11     |
| ==.   | Lorenzo Staelens     |             | FC Bruges                                  | 11     |
| 17.   | Guy Vandersmissen    |             | RWDM                                       | 9      |
| 18.   | Edgaras Jankauskas   |             | Torpedo Moscou / FC Bruges                 | 6      |
| ==.   | Mike Verstraeten     |             | Germinal Ekeren                            | 6      |
| ==.   | Dominique Lemoine    |             | Excelsior Mouscron / Espanyol de Barcelone | 6      |
| 21.   | Dante Brogno         |             | Sporting Charleroi                         | 5      |
| ==.   | Alin Stoica          |             | RSC Anderlecht                             | 5      |
| 23.   | Patrick Nys          |             | KV Turnhout / Lommel                       | 4      |
| ==.   | Emmanuel Karagiannis |             | Antwerp / Germinal Ekeren                  | 4      |
| ==.   | Tomasz Radzinski     |             | Germinal Ekeren                            | 4      |
| 26.   | Bart Goor            |             | KRC Genk / RSC Anderlecht                  | 3      |
| ==.   | Bob Peeters          |             | Lierse SK / Roda JC                        | 3      |
| ==.   | Dany Verlinden       |             | FC Bruges                                  | 3      |
| ==.   | Darko Anić           |             | ER Belgrade / FC Bruges                    | 3      |
| ==.   | Hans Visser          |             | FC Utrecht / KRC Harelbeke                 | 3      |
| ==.   | Bart De Roover       |             | Lierse SK / NAC Breda                      | 3      |
| 32.   | Vital Borkelmans     |             | FC Bruges                                  | 2      |
| ==.   | Philippe Clement     |             | KRC Genk                                   | 2      |
| ==.   | Didier Gaens         |             | KRC Genk / KV Turnhout                     | 2      |
| ==.   | Benoît Thans         |             | RFC Liège / KVC Westerlo                   | 2      |
| ==.   | Gert Verheyen        |             | FC Bruges                                  | 2      |
| ==.   | Ronald Foguenne      |             | La Gantoise                                | 2      |
| 38.   | Didier Dheedene      |             | Germinal Ekeren / RSC Anderlecht           | 1      |
| ==.   | Christophe Kinet     |             | Germinal Ekeren / RC Strasbourg            | 1      |
| ==.   | Axel Lawarée         |             | Standard de Liège / Séville FC             | 1      |
| ==.   | Gordan Vidović       |             | Excelsior Mouscron                         | 1      |
| ==.   | Rudy Janssens        |             | Germinal Ekeren / KVC Westerlo             | 1      |
| ==.   | Yves Vanderhaeghe    |             | Eendracht Alost                            | 1      |
| ==.   | Frédéric Pierre      |             | RWDM / Excelsior Mouscron                  | 1      |
| ==.   | Darko Pivaljević     |             | FK Mladost Lučani / Antwerp                | 1      |
| ==.   | Stanley Menzo        |             | Lierse SK                                  | 1      |
| ==.   | Enzo Scifo           |             | AS Monaco / RSC Anderlecht                 | 1      |
| ==.   | Gert Cannaerts       |             | Lommel                                     | 1      |
| ==.   | Olivier Doll         |             | RSC Anderlecht                             | 1      |
| ==.   | Jan Moons            |             | Lierse SK / Germinal Ekeren                | 1      |
| ==.   | Stijn Haeldermans    |             | KRC Genk / Standard de Liège               | 1      |